# Ennio Mattarelli
Ennio Mattarelli (Bologna, 5 agosto 1928) è un ex tiratore a volo italiano, medaglia d'oro ai Giochi olimpici di Tokyo 1964.
Dalla morte di Giuseppe Moioli, avvenuta nel maggio 2025, è il più anziano ex-atleta italiano vivente ad aver vinto una medaglia d'oro alle Olimpiadi

## Carriera
Dopo l'alloro olimpico, Mattarelli non seppe ripetersi quattro anni dopo alle Olimpiadi di Città del Messico 1968, allorché non riuscì ad accedere alla finale della fossa olimpica. In carriera vinse due titoli mondiali e un europeo ed è stato commissario tecnico della nazionale di tiro nel 1989.

## Palmarès
| Anno | Manifestazione                   | Sede          | Evento         | Risultato | Tempo  | Note  |
| ---- | -------------------------------- | ------------- | -------------- | --------- | ------ | ----- |
| 1961 | Campionato del Mondo Individuale | Oslo          | Fossa Olimpica | Oro       |        |       |
| 1964 | Giochi olimpici                  | Tokyo         | Fossa olimpica | Oro       | 198 pt | [ 5 ] |
| 1967 | Campionato del Mondo a Squadre   | Bologna       | Fossa Olimpica | Oro       |        |       |
| 1969 | Campionato del Mondo Individuale | San Sebastian | Fossa Olimpica | Oro       |        |       |
| 1969 | Campionato del Mondo a Squadre   | San Sebastian | Fossa Olimpica | Oro       |        |       |
| 1973 | Campionato del Mondo Individuale |               | Fossa olimpica | Bronzo    |        |       |